# إليوت سميث
ستيفن بول «إليوت» سميث (بالإنجليزية: Elliott Smith)‏ (6 أغسطس 1969 – 21 أكتوبر 2003) كان مغن، ملحن وموسيقار أمريكي. ولد سميث في أوماها، نيبراسكا، ترعرع في تكساس، وعاش معظم حياته في بورتلاند، أوريغون. كانت الإيتار آلة عزفه الأساسية، على الرغم من أنه كان يتقن أيضا العزف على البيانو والكلارينيت، الإيتار باس، الطبول، والهارمونيكا. كان لسميث أسلوب صوتي لمميز يتسم «بأداء هامس برقة بيت العنكبوت»، اشتهر سميث بأغنية «مس ميزري»— التي أدرجت في الموسيقى التصويرية لفيلم غود ويل هانتينغ (1997) — وقد رشحت لجائزة أوسكار في فئة أفضل أغنية أصلية في عام 1998.
تعاطى سميث الكحول والمخدرات، نتيجة معاناته من الاكتئاب، وظهر ذلك في مواضيع أغانيه. في عام 2003، بسن 34, توفي في لوس أنجلوس, كاليفورنيا، من طعنتين في الصدر. ولم يوضح تشريح الجثة ما إذا كان الموت نتيجة انتحار. في وقت وفاته، عمل سميث على ألبومه السادس From a Basement on the Hill الذي كان أصدر بعد وفاته في عام 2004.

## روابط خارجية
- إليوت سميث على موقع IMDb (الإنجليزية)
- إليوت سميث على موقع روتن توميتوز (الإنجليزية)
- إليوت سميث على موقع ميوزك برينز (الإنجليزية)
- إليوت سميث على موقع رولينغ ستون (الإنجليزية)
- إليوت سميث على موقع إن إن دي بي (الإنجليزية)
- إليوت سميث على موقع أول ميوزيك (الإنجليزية)
- إليوت سميث على موقع ديسكوغز (الإنجليزية)
- إليوت سميث على موقع قاعدة بيانات الفيلم (الإنجليزية)